# Поляризація електромагнітної хвилі
Поляризація електромагнітної хвилі або поляризація світла — просторова орієнтація електричної складової частини електромагнітної хвилі — вектора напруженості електричного поля.

## Загальний опис
- Характеристика, що відображає спосіб, в який кінцева точка електричного вектора променя поляризованого світла рухається вздовж напрямку поширення світла. Якщо вона рухається по прямій лінії — світло лінійно поляризоване, якщо по колу — має кругову поляризацію, якщо по еліпсу — має еліптичну поляризацію.
- Явище поляризації хвиль електромагнітного випромінення оптичного діапазону, яке полягає в тому, що вектори напруженостей електричного й магнітного полів у електромагнітній хвилі в різних напрямках, які лежать у площині, перпендикулярній до напрямку розповсюдження хвилі (осі z), є різними.

Електромагнітна хвиля у вакуумі й у більшості середовищ завжди поперечна, тобто вектор напруженості електричного поля перпендикулярний до напрямку поширення хвилі (у деяких специфічних середовищах, наприклад, у плазмі, може утворюватися повздовжна електромагнітна хвиля). Тобто, вектор напруженості поля {\displaystyle E} завжди буде лежати в площині {\displaystyle xy}, і може бути розкладена на компоненти {\displaystyle E_{x}} і {\displaystyle E_{y}}. Цей вектор постійно змінює свою орієнтацію з часом — кожна його компонента описується синусоїдою (у випадку незгасної хвилі), і залежно від різниці фаз в окремих компонентів, виділяють декілька типів поляризації:
- лінійна поляризація
- циклічна (або кругова) поляризація
- еліптична поляризація

Природне світло, наприклад, сонячне, зазвичай є неполяризованим, оскільки воно є сумішшю окремих променів з різноманітними поляризаціями.
У явищі падіння хвилі на плоску поверхню розділу двох середовищ зручно виділити s-поляризацію й p-поляризацію.

## Математичне формулювання
Електромагнітні хвилі з певним хвильовим вектором {\displaystyle \mathbf {k} } в системі координат, вісь z якої збігається із напрямом поширення, загалом, можна записати так
{\displaystyle \mathbf {E} =E_{x}\mathbf {i} +E_{y}\mathbf {j} =E_{0x}\mathbf {i} \cos(kz-\omega t-\varphi _{x})+E_{0y}\mathbf {j} \cos(kz-\omega t-\varphi _{y})},
де {\displaystyle \mathbf {i} } та {\displaystyle \mathbf {j} } — це орти у напрямку осей x та y, ω — частота, {\displaystyle E_{0x}} і {\displaystyle E_{0y}} — дві незалежні амплітуди, {\displaystyle \varphi _{x}} і {\displaystyle \varphi _{y}} — дві незалежні фази.

### Лінійна поляризація
Якщо фази {\displaystyle \varphi _{x}} і {\displaystyle \varphi _{y}} збігаються, то для хвилі в будь-який момент часу виконується співвідношення
{\displaystyle {\frac {E_{x}}{E_{y}}}={\frac {E_{0x}}{E_{0y}}}={\text{const}}}.
Тобто в цьому випадку {\displaystyle E_{x}} і {\displaystyle E_{y}} зв'язані лінійним співвідношенням. Така поляризація електромагнітної хвилі називається лінійною поляризацією.
До цього випадку відносяться також хвилі, для яких {\displaystyle E_{0x}=0} або {\displaystyle E_{0y}=0}. Будь-яку лінійно-поляризовану хвилю можна звести до одного з цих двох випадків, вибравши відповідним чином напрям осей x та y.

### Циклічна поляризація
Циклічна або колова поляризація виникає тоді, коли {\displaystyle E_{0x}=E_{0y}}, а фази різняться на чверть періоду:
{\displaystyle \varphi _{y}-\varphi _{x}=\pm {\frac {\pi }{2}}}.
У такому разі електромагнітна хвиля записується
{\displaystyle \mathbf {E} =E_{x}\mathbf {i} +E_{y}\mathbf {j} =E_{0x}\mathbf {i} \cos(kz-\omega t-\varphi _{x})\pm E_{0y}\mathbf {j} \sin(kz-\omega t-\varphi _{x})}.
Для такої хвилі справджується рівність
{\displaystyle E_{x}^{2}+E_{y}^{2}=E_{0x}^{2}+E_{0y}^{2}={\text{const}}},
яка є рівнянням кола щодо змінних {\displaystyle E_{x}} та {\displaystyle E_{y}}.
Залежно від знаку зсуву фази вектор напруженості електричного поля в будь-якій точці простору для циклічно-поляризованої хвилі обертається за чи проти годинникової стрілки, виконуючи повний оберт за період.
Будь-яку лінійно поляризовану хвилю можна подати у вигляді суперпозиції двох циклічно поляризованих хвиль (з обертанням «за» та «проти» годинникової стрілки).

### Еліптична поляризація
Характеристика, що відображає спосіб, в який кінцева точка електричного вектора променя поляризованого світла рухається вздовж напрямку поширення світла. Це випадок, коли вона рухається по еліпсу.
У загальному випадку між змінними {\displaystyle E_{x}} та {\displaystyle E_{y}} існує співвідношення, яке задається рівнянням.
{\displaystyle \left({\frac {E_{x}}{E_{0x}}}\right)^{2}+\left({\frac {E_{y}}{E_{0y}}}\right)^{2}-2{\frac {E_{x}}{E_{0x}}}{\frac {E_{y}}{E_{0y}}}\cos(\varphi _{y}-\varphi _{x})=\sin ^{2}(\varphi _{y}-\varphi _{x})}.
Це рівняння еліпса, тож така поляризація називається еліптичною.

### Неполяризована хвиля
Зазвичай світло, яке ми спостерігаємо, не має жодної з перелічених вище поляризацій. Звичайне світло складається з хаотичного випромінювання багатьох атомів (цугів хвиль тривалістю 10−8 — 10−9 с). Фази й інтенсивності в такому світлі неузгоджені між собою й не зберігаються протягом тривалого часу. Таке світло називають неполяризованим.
Однак, неполяризоване світло можна поляризувати, пропустивши його через спеціальні поляризатори, дія яких базується на поглинанні світла однієї з поляризацій. У світлі, що виходить із поляризатора, наявна лише одна компонента і воно є поляризованим. Існують середовища, які вибірково пропускають одну з можливих лінійних поляризацій, або одну з кругових поляризацій. Існують також середовища, які можуть обертати площину поляризації світла. Такі середовища називають оптично активними.

### Частково поляризоване світло
Світло від переважної більшості джерел (як наземних, так і космічних) неполяризоване, однак трапляються джерела, в яких наявні як поляризовані, так і неполяризовані хвилі. Таке випромінювання називають частково поляризованим. Найчастіше трапляються світлові пучки з частковою еліптичною поляризацією. Для аналізу таких пучків їх розкладають або на повністю поляризовану та неполяризовану складові, або на дві складові зі взаємно ортогональними формами поляризації, які найбільше відрізняються між собою за інтенсивністю. Кількісно стан часткової поляризації визначають двома параметрами:
- відношення інтенсивності повністю поляризованої складової та неполяризованої складової;
- орієнтація площини поляризації (в астрономії застосовують позиційний кут).

Найповнішу кількісну характеристику поляризованого світла будують за допомогою вектора Стокса.

## Використання поляризованого світла
Поляризація електромагнітних хвиль і, зокрема, світла, широко використовується в сучасній технології.

### Рідкокристалічні дисплеї

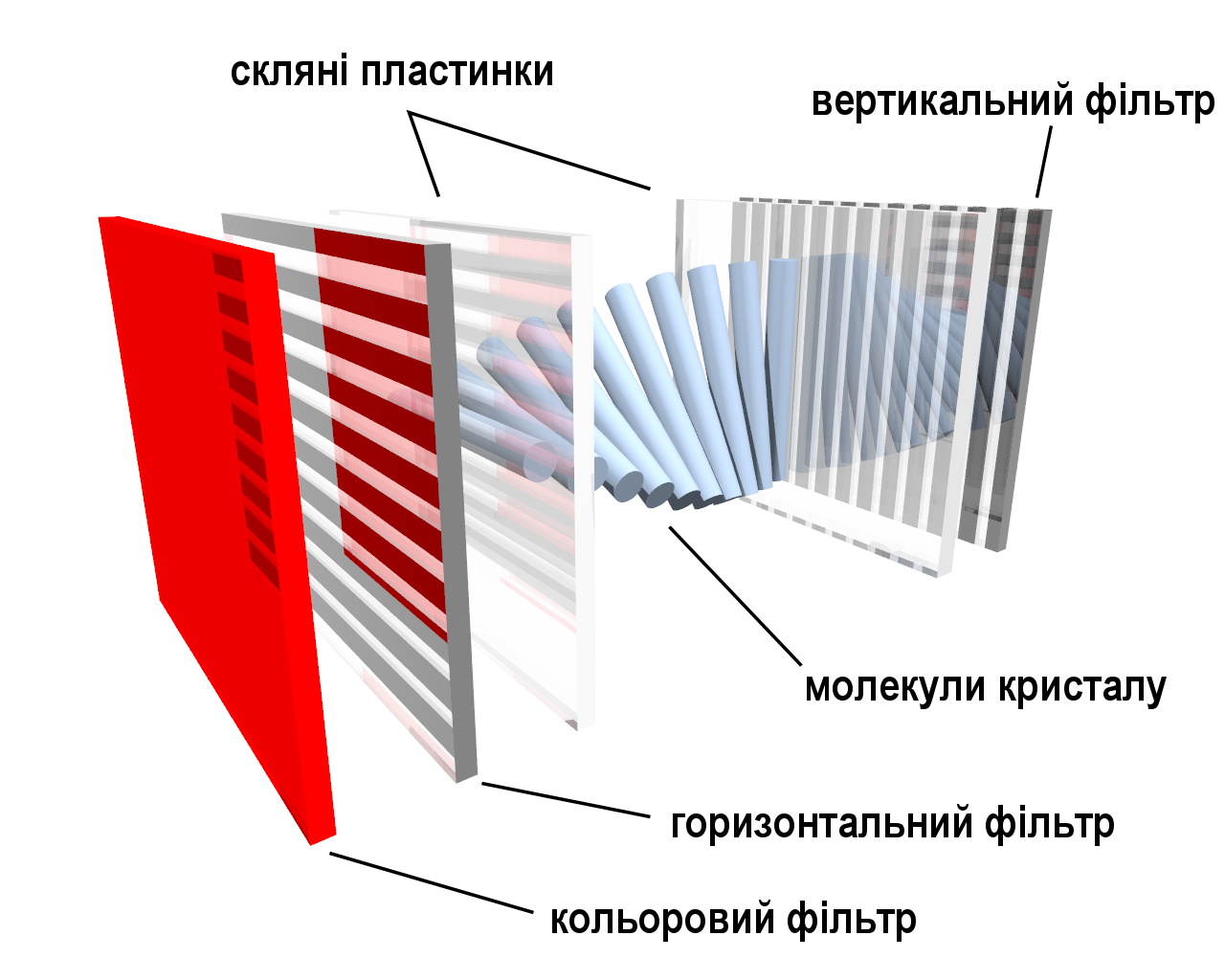
Піксель складається з кольорового фільтра, горизонтального поляризатора, оточеного двома шарами скла рідкокристалічного шару, який повертає поляризацію, вертикального фільтра

Наприклад, піксель рідкокристалічного дисплея складається щонайменше з трьох шарів: твердого (скляного) шару, який пропускає лише горизонтально-поляризоване світло, рідкокристалічного шару, який обертає поляризацію світла на 90°, і шару, який пропускає лише вертикально поляризоване світло. Загалом така структура прозора для горизонтально-поляризованої складової світла, яке падає на цей піксель. Однак, прикладання невеликого електричного поля до рідкого кристала призводить до того, що кут обертання поляризації змінюється, і світло проходить крізь фільтр вже не повністю. У такому випадку піксель темніє, що дозволяє формувати зображення на дисплеї.

### Стереоскопічне кіно
Поляризація світла використовується для того, щоб створити ефект об'ємності зображення в стереоскопічному кіно. Відомо, що об'ємність нашого зору зумовлена бінокулярністю, тобто тим, що ми маємо два ока, якими бачимо дещо різні зображення. Різниця в зображеннях, сприйнятих очима дозволяє нашому мозку відтворити об'ємний ефект. У стереоскопічному кіно на екран проєктують два зображення з різною поляризацією, а глядачі одягають окуляри, одне скельце яких пропускає лише вертикально-поляризоване світло, а інше — лише горизонтально-поляризоване світло. У результаті кожне око бачить лише одне зображення з двох, а глядач бачить стереозображення.

### Інше
Поляризоване світло знаходить широке застосування в наукових дослідженнях і в техніці. У багатьох випадках доводиться плавно регулювати освітлення того або іншого об'єкта. Поставивши перед джерелом світла поляризатор і аналізатор, можна, поволі повертаючи аналізатор, плавно змінювати освітлення об'єкта (від максимального до повної темряви).
Поляризаційні фільтри застосовують для гасіння дзеркальних відблисків, наприклад при фотографуванні картин, скляних та порцелянових виробів, поверхні води. Якщо вмістити поляроїд між джерелом світла й дзеркальною поверхнею, то відблиски можна зовсім згасити. Також цікавим ефектом поляризаційного фільтра є посилення контрасту й насиченості кольорів на фотографіях, зроблених на яскравому сонці.
У будівельній і машинобудівній техніці явище поляризації застосовується для вивчення напружень, що виникають в окремих вузлах споруд і машин. Це явище застосовується і з декоративною метою (наприклад, в облаштуванні вітрин, під час театральних постановок тощо), у геології й деяких інших галузях науки й техніки.

## Поляризація світла та зір
Людське око майже не чутливе до поляризації світла. Деякі люди здатні бачити так звану фігуру Гайдінгера, що зумовлена поляризованим світлом.
Багато тварин здатні сприймати деякі компоненти поляризованого світла. Чутливість до поляризації поширена здебільше серед безхребетних. Бджоли використовують інформацію про поляризацію світла, що надходить із неба, для орієнтації в просторі та передають цю інформацію іншим бджолам у своїх «танцях». Каракатиці здатні сприймати поляризацію світла та змінювати колір і поляризацію свого забарвлення, що застосовується для комунікації з іншими каракатицями.
На сьогодні вважається, що найбільш розвинене та досконале сприйняття поляризованого світла спостерігається у деяких видів ракоподібних ряду Stomatopoda. Ці ракоподібні також мають тканини, що вибірково відбивають поляризоване світло.